# التطعيمات والدين
يتشارك كل من التطعيمات والدين علاقات متباينة من أنواع مختلفة، مع وجود بعض الذين يعارضون وغيرهم الذين يؤيدون استخدام اللقاحات.

## تاريخياً
كان واعظ ماساشوستس المؤثر ماثر قوطون أول شخص معروف قام بمحاولة التلقيح ضد الجدري على نطاق واسع، حيث قام بتطعيم نفسه وأكثر من 200 شخص من جماعته ضد الجدري بمساعدة طبيب محلي، في حين أصبح رأيه معياراً، كما تسبب في أول رد فعل ضد التطعيمات.
كما كان رولاند هيل (1744م-1833م) واعظاً شعبياً باللغة الإنجليزية على دراية بإدوارد جينر والذي يعد رائداً في التطعيمات ضد الجدري حيث شجع على تطعيم التجمعات في المدن التي زارها أو بشر بها.
و نشر مساراً حول هذا الموضوع في عام 1806م، وذلك في الوقت الذي رفض فيه الكثير من العاملين بالمجال الطبي موافقته، ثم في وقت لاحق أصبح عضواً في الجمعية الملكية جينيرريان التم تم إنشائها بعد قبول التطعيم في المملكة المتحدة والهند والولايات المتحدة الأمريكية.
شكل العديد من رجال الدين في بوسطن والأطباء المتدينين المجتمع الذي عارض التطعيم في عام 1798م. بينما اشتكى آخرون من أن هذه الممارسة خطيرة وتذهب إلى حد مطالبة الأطباء الذين ينفذون هذه الإجراءات ومحاكمتهم لمحاولة قتل العامة.
وفي عام 1816م جعلت أيسلندا رجال الدين المسئولون عن التطعيم ضد الجدري يحتفظون بسجلات التطعيم لدائرتهم، وكذلك السويد كان لها ممارسات مماثلة.
عندما تم إدخال التطعيمات إلى السياسة العامة للمملكة المتحدة وتبنته بعد ذلك كانت هناك معارضة من النقابيين وغيرهم، بما في ذلك الوزراء والمحافظين والمهتمين بالمساعدة الذاتية والأدوية البديلة حيث كان تيموثي دوايت منافساً للأمصال.
وكانت مكافحة التطعيمات أكثر شيوعاً في الولايات البروتستانتية حيث أن أولئك الذين كانوا دينيين غالباً ما أتوا من الحركات الدينية القليلة ومثالاً عليهم حركات الكويكرز في المملكة المتحدة والمعمدانيين في السويد.
قام المبشرون الكاثوليك والأنجليكان بتطعيم الساحل الشمالي الغربي للأمريكيين الأصليين خلال عام 1862م من وباء الجدري.
وقد منع شهود يهوه أعضائهم من تلقي اللقاحات من عام 1931م وحتى 1952م ومنذ ذلك الحين عكست مواقفهم حيث تُركت الحرية لكل فرد بأن يحصل على التطعيم لنفسه وعائلته، وقد ذكرت بعض منشورات شهود يهوه أخباراً عن نجاح التطعيم.

## في الوقت الحالي
ترفض العلوم المسيحية أشكال مختلفة من الرعاية الطبية بشكل انتقائي بما في ذلك التطعيمات، كما ترفض جماعة الحكمة العالمية وهي جماعة مبنية على أساس ديني، وعندما قامت صحيفة نيويورك تايمز بتغطية جمعية الحكمة العالمية أشارت إلى أن العديد من الأسر قد استخدمت هذه العضوية الدينية لتجنب متطلبات التطعيم.
وفي قضية قضائية نقلا عن جمعية الحكمة العالمية أكدت محكمة الولايات المتحدة المحلية في نيويورك جواز المطالبة بالاستثناء الديني من التطعيم على أساس هذه العضوية.
تعارض الجمعيات المسيحية في الولايات المتحدة التطعيم الإلزامي للأمراض التي تنتشر بواسطة الاتصال الجنسي بحجة أن إمكانية المرض يعرقل حدوث الإتصال الجنسي، فعلى سبيل المثال يعارض مجلس أبحاث الأسرة الإلزامي التطعيم ضد فيروس الورم الحليمي البشري وكتب «إن اهتمامنا الأساسي هو الرسالة التي سيتم تسليمها للأطفال الذين تتراوح أعمارهم بين 9-12 عاماً مع إعطاء اللقاحات اللازمة ويجب الحرص على عدم إيصال مصطلح أن الإتصال الجنسي آمن».
جعلت كنيسة يسوع المسيح في الأيام الأخيرة التطعيم للقديسين مبادرة رسمية في برنامج الإغاثة الإنسانية، كما دعت الكنيسة أعضائها إلى رؤية أنه يجب تطعيم أطفالهم جيداً.
يحظر كل من الإسلام واليهودية تناول بعض المواد الغذائية الحيوانية باعتبار أنها نجسة ولكن يستثنى من ذلك المنتجات الدوائية المستخلصة من هذه الحيوانات.
وفي منطقة أتشيه وهي مقاطعة مستقلة في دولة إندونسيا لها الشريعة الإسلامية الخاصة بها، يرفض 80 بالمئة من الناس جميع التطعيمات بسبب المخاوف من وجود مشتقات الخنزير المستخدمة في صناعة اللقاحات (لأن تناول الخنزير يعتبر حرام).[بحاجة لمصدر]